# قناة استاكيوس (النفير)
قناة استاكيوس وتسمى أيضاً قناة أوستاكيأو بوق أوستاكي أو نفير أوستاش أو
النفير أو القناة السمعية (بالإنجليزية: Eustachian tube)‏ والاسم التشريحي هو الأنبوب البلعومي الطبلي (بالإنجليزية: pharyngotympanic tube)‏ وهي قناة تمتد من الأذن الوسطى إلى البلعوم الأنفي. يتكون ثلث القناة القريب من الأذن الوسطى من طبيعة عظمة، ويكون الثلثان المتبقيان من القناة من طبيعة غضروفية. وهذا يظهر بشكل ارتفاع في مكان فتحته في البلعوم الأنفي. في الإنسان البالغ يصل طول هذه القناة إلى حوالي 35 ملمتر. وهي سميت على اسم عالم التشريح الإيطالي بارتولوميو أوستاكي الذي عاش في القرن السادس عشر. تتصل بقناة أوستاكي عضلات صغيرة.

## عملها
- معادلة الضغط على جانبي طبلة الأذن:

وبهذا تحمي طبلة الأذن من أن تتاذى من التغيرات في ضغط الهواء من جانبيها.
ففي الصعود على جبل فإن ضغط الهواء سيكون منخفضاً وهذا يجعل طبلة الأذن تتوتر إلى الخارج، فإذا بلع الإنسان ريقه فإن العضلة موترة شراع الحنك (tensor veli palatini) ستتقلص وتسمح بالهواء بالهرب من الأذن الوسطى، مما يعادل الضغط فيها ويرجع طبلة الأذن إلى شكلها الطبيعي. فإذا نزل الإنسان من الجبل فإن الهواء سيدخل من جديد.
إذا كنت مصاب بالزكام فإن القناة ستتورم وسيقل الهواء الداخل والخارج عبرها. لذلك ففي صعودك ستستطيع أن توازن الضغط، أما في نزولك فإن الهواء لا يستطيع أن يدخل: فربما تشعر بألم في أذنك وأحياناً إلى حد تمزق طبلة الأذن.
- تصريف المخاط من الأذن الوسطى:

إذا أصيب الإنسان بالتهاب أو حساسية المجاري التنفسية العليا فممكن أن تتورم قناة أوستاكيوس وتتكاثر فيها البكتيريا، مما يسبب التهابات الأذن. ممكن استعمال أدوية لتقليل هذا التورم.
ألم الأذن أكثر شيوعاً في الأطفال لأن قناة أوستاكيوس عندهم تكون أكثر أفقية وأضيق مما هي عند الكبار، مما يجعل حركة الإفرازات عبر القناة أصعب مما هي في الكبار.

## التكوين الجنيني للقناة
تنشأ قناة أوستاكي من أول جيب بلعومي والذي تتكون منه طبلة الأذن.

## العضلات المتصلة بقناة استاكيوس
هناك أربعة عضلات لها علاقة بعمل قناة أوستاكي وتغذى بالعصب المبهم والعصب ثلاثي التوائم.
- العضلة رافعة شراع الحنك (معصب بواسطة العصب المبهم)
- العضلة النفيرية البلعومية (معصب بواسطة العصب المبهم)
- العضلة موترة الطبلة (معصب بواسطة العصب مثلث التوائم)
- العضلة موترة شراع الحنك (معصب بواسطة العصب مثلث التوائم)

## أمراض قناة استاكيوس
تتأثر قناة أوستاكي بالتهاب الأذن الوسطى خاصة عند الأطفال تحت عمر السبعة سنوات.
كذلك قد تتاثر في حالة تغير الضغط بسرعة بين المحيط الخارجي والأذن الوسطى.
قد يلد الإنسان ولديه عيب في تكوين قناة استاكيوس. مما يؤدي إلى تراكم الإفرازات المخاطية في الأذن الوسطى، مما يؤثر على حاسة السمع. وتسمى هذه الحالة: التهاب الأذن الوسطى مع استسقاء. فإذا صار المخاط سميكاً مثل الصمغ تسمى الحالة هذه: الأذن الصمغية glue ear.
هناك حالة نادرة تكون فيها القناة مفتوحة من حين لاخر، بحيث أن الإنسان يسمع صدى مثل صدى دقات قلبه أو تنفسه أو كلامه. وقد يساعد في حل المشكلة أن يتخذ الإنسان وضعاً بحيث يكون رأسه بالمقلوب.
التدخين ممكن أن يخرب هديبات الخلايا المبطنة للقناة، والتي بحركتها تحرك الإفرازات المخاطية وتحمي القناة من الالتهابات. مما يؤدي إلى تراكم الإفرازات المخاطية وتكاثر البكتيريا في الأذن. مما يؤدي إلى التهاب الأذن الداخلية في بعض الحالات.
ممكن أن تسبب التهابات الجيوب الأنفية المتكررة أو المزمنة سوء عمل قناة أوستاكي. هذا سببه إفراز المخاط الكثير مما يؤدي إلى انسداد فتحة القناة.

## معرض صور

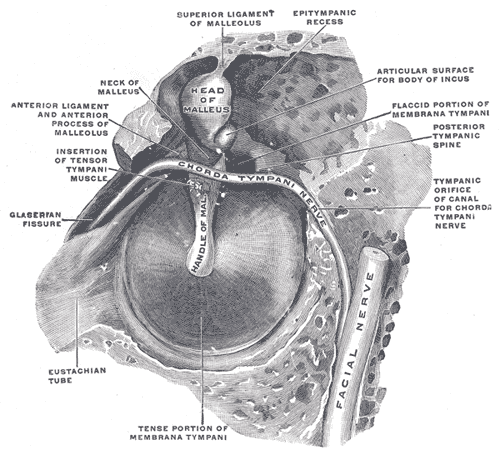
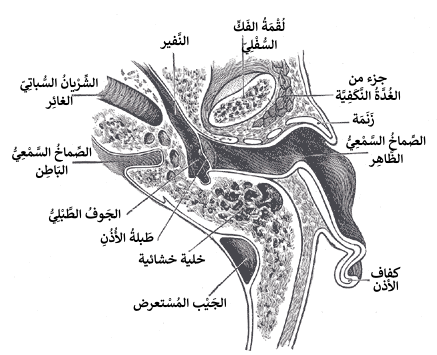
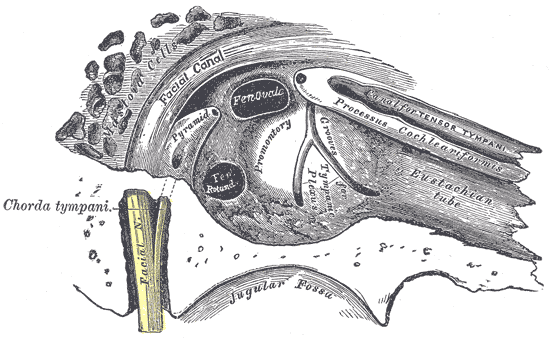

## روابط خارجية
- الخلل الوظيفي لقناة استاكيوس والتهاب الجيوب
- 5-دقائق لاستشارة سريرية حول الاختلال الوظيفي لقناة استاكيوس
- تنظيم الضغط